# Combo (Otto Ohm)
Combo è il quarto album in studio degli Otto Ohm, pubblicato nel 2009.

## Tracce
Testi e musiche di Vincenzo Leuzzi.
1. La forma originaria
2. Cupo
3. In questo specchio
4. Come parlo di te
5. Senza bisogno di parole
6. Evito la forma
7. Ho visto la felicità
8. Mattonelle verdi
9. Quello che serve davvero
10. Andare oltre
11. La mia lucciola